# Gare de Monthermé
La gare de Monthermé (anciennement gare de Monthermé - Château-Regnault - Bogny) est une gare ferroviaire française de la ligne de Soissons à Givet, située au lieu-dit la Gare, site de l'ancienne commune de Château-Regnault, sur le territoire de la commune de Bogny-sur-Meuse, à proximité de Monthermé, dans le département des Ardennes, en région Grand Est.
C'est une gare de la Société nationale des chemins de fer français (SNCF), desservie par des trains TER Grand Est.

## Situation ferroviaire

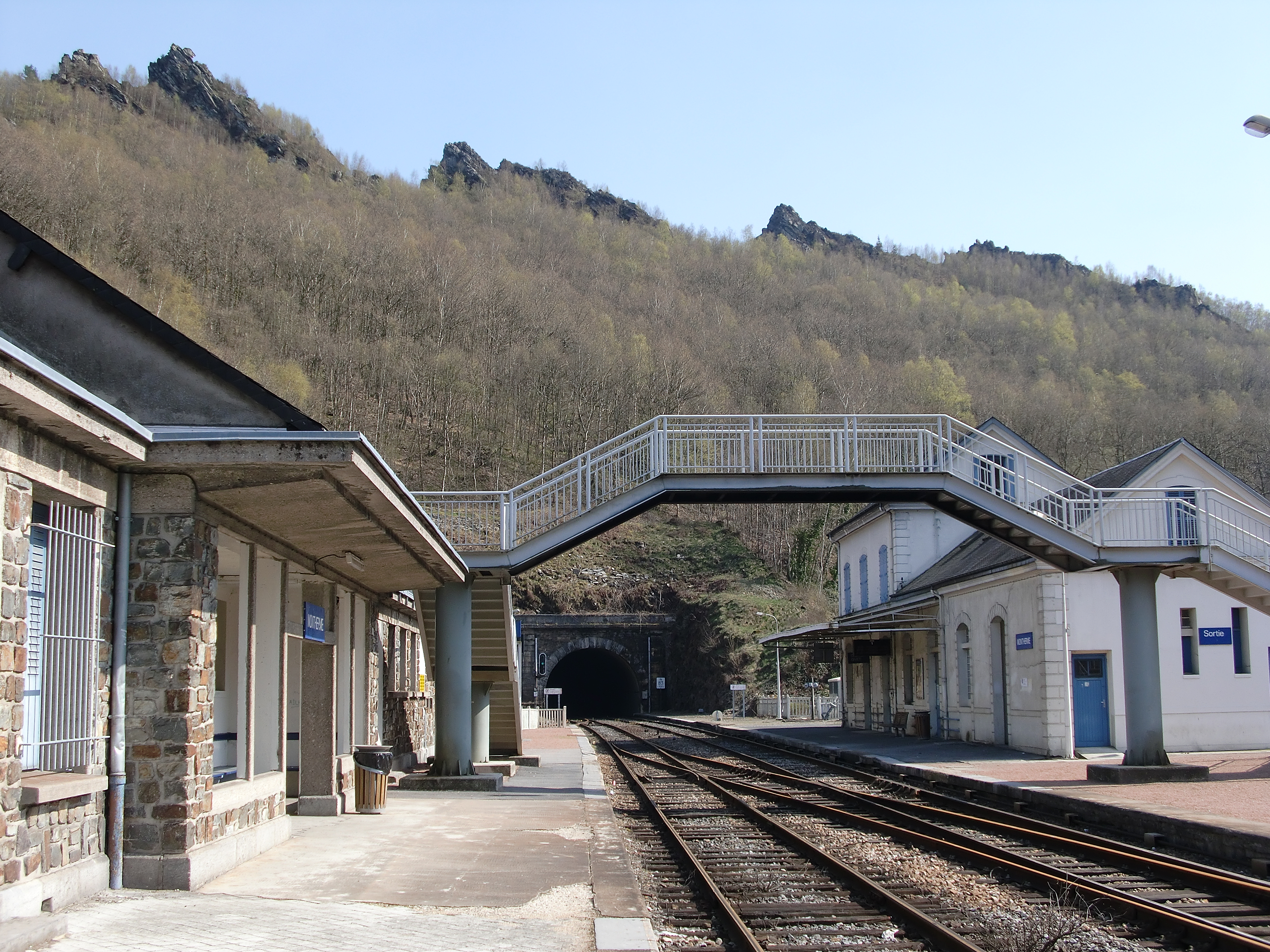
L'intérieur de la gare avec en arrière-plan, les roches des Quatre Fils Aymon et l'entrée du tunnel de Château-Regnault.

Ancienne gare de bifurcation, elle est située au point kilométrique (PK) 159,924 de la ligne de Soissons à Givet, entre les gares de Bogny-sur-Meuse et de Deville. Elle était également l'origine de la ligne de Monthermé - Château-Regnault-Bogny à Phade, aujourd'hui déclassée. Elle a une implantation particulière, à la sortie du tunnel de Château-Regnault et juste avant le viaduc sur la Meuse et le tunnel de Monthermé. Son altitude est de 148 m.

## Histoire
La gare de Monthermé est inaugurée le 16 avril 1862 par la Compagnie des chemins de fer des Ardennes lors de la mise en service de la section de Nouzonville à Givet de la ligne de Soissons à Givet.
De cette gare était l'origine d'une ligne a voie métrique des Chemins de fer départementaux des Ardennes.
Le bâtiment voyageurs date de l'ouverture de la ligne, il est notamment identique à ceux des gares de Deville et Bogny-sur-Meuse.
Il s'agit d'un bâtiment standard de la Compagnie des Ardennes qui comporte un corps de logis à étage de trois travées sous toiture à deux versants ainsi que deux ailes asymétriques. La première est une courte aile à étage, plus étroite que le reste du bâtiment et munie d'un toit plat à l'origine; la seconde , sans étage, servait de salle d'attente et comporte quatre travées sous un toit à deux versants. Cette aile comportait deux travées auparavant, elle a fait l'objet d'un agrandissement au cours de la première moitié du XXe siècle.
Tous les percements recourent à l'arc bombé ; la façade est recouverte d'enduit et comporte des pilastres, bandeaux et encadrements en pierre de taille.

## Fréquentation
Selon les estimations de la SNCF, la fréquentation annuelle de la gare figure dans le tableau ci-dessous
.
| Année                      | 2015    | 2016    | 2017    | 2018    | 2019    | 2020    | 2021    | 2022    | 2023    | 2024    |
| -------------------------- | ------- | ------- | ------- | ------- | ------- | ------- | ------- | ------- | ------- | ------- |
| Voyageurs                  | 134 145 | 124 549 | 119 705 | 104 713 | 95 726  | 103 013 | 117 417 | 119 476 | 134 853 | 133 163 |
| Voyageurs et non voyageurs | 167 681 | 155 687 | 149 631 | 130 891 | 119 657 | 128 766 | 146 772 | 149 345 | 168 566 | 166 454 |

## Service des voyageurs

### Accueil

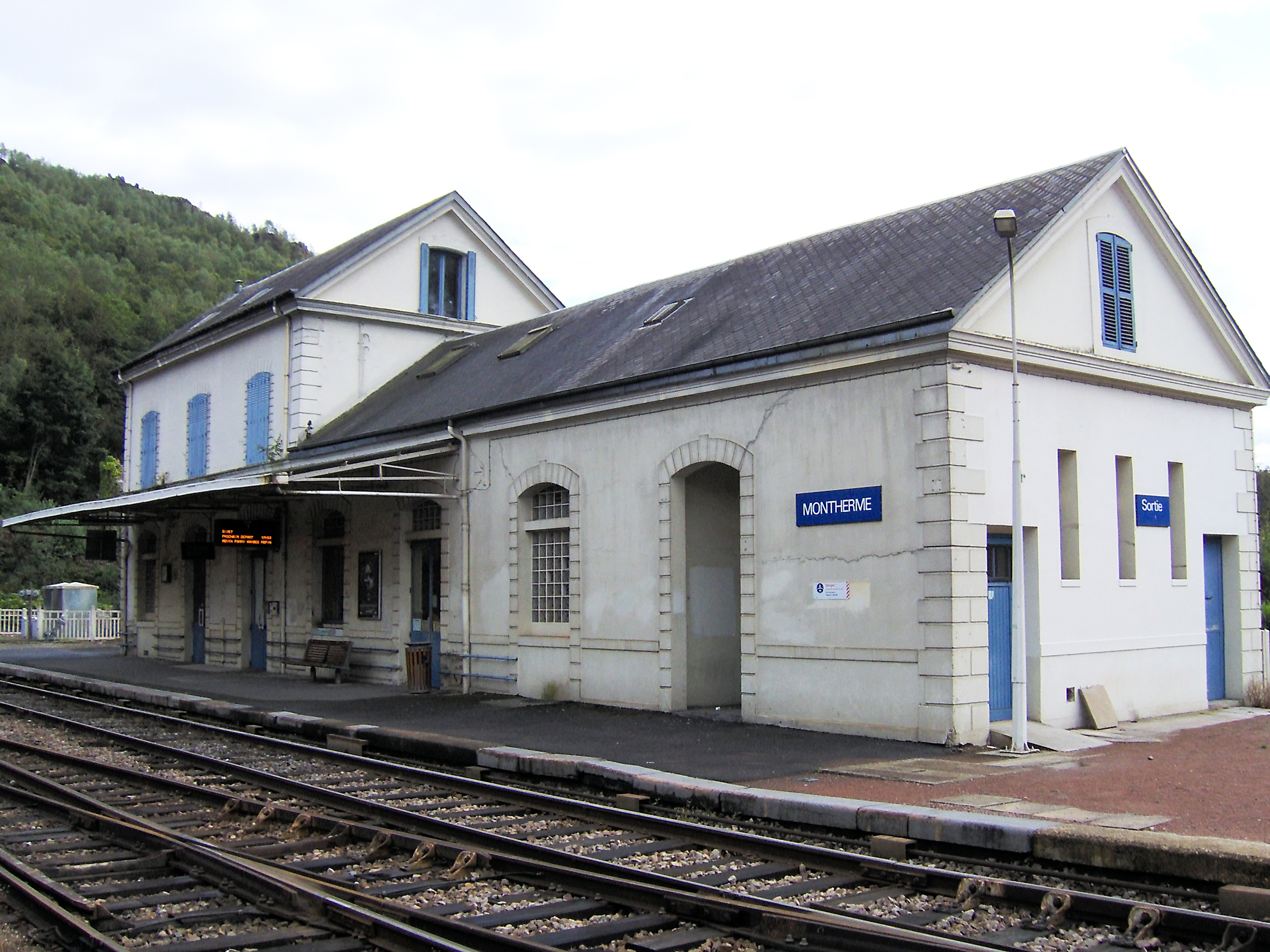
Le bâtiment voyageurs vue du quai.

Gare SNCF, elle dispose d'un bâtiment voyageurs avec un guichet ouvert du lundi au vendredi et fermé les samedis, dimanches et fêtes. Elle est équipée d'automates pour l'achat des titres de transport. 
Une passerelle permet le passage d'un quai à l'autre.

### Desserte
Monthermé est desservie par des trains TER Grand Est circulant entre les gares de Charleville-Mézières et Givet, via Revin.

### Intermodalité
Un parc pour les vélos et un parking pour les véhicules sont aménagés.

## Dans la littérature
Dans le récit souriant d'une épopée touristique au long de Sambre et Meuse recueilli dans Chemins d'eau, Jean Rolin s'extasie devant la succession des gares qui ponctuent son trajet de Givet à Charleville-Mézières (pour lui, chacune « pourrait être celle où débarque le narrateur d'Un balcon en forêt ») et spécialement des panneaux invitant à prendre garde au train croiseur, où il choisit de lire « sans doute une allusion, pour les enfants, à quelque moloch du premier âge industriel ».